# Догээ

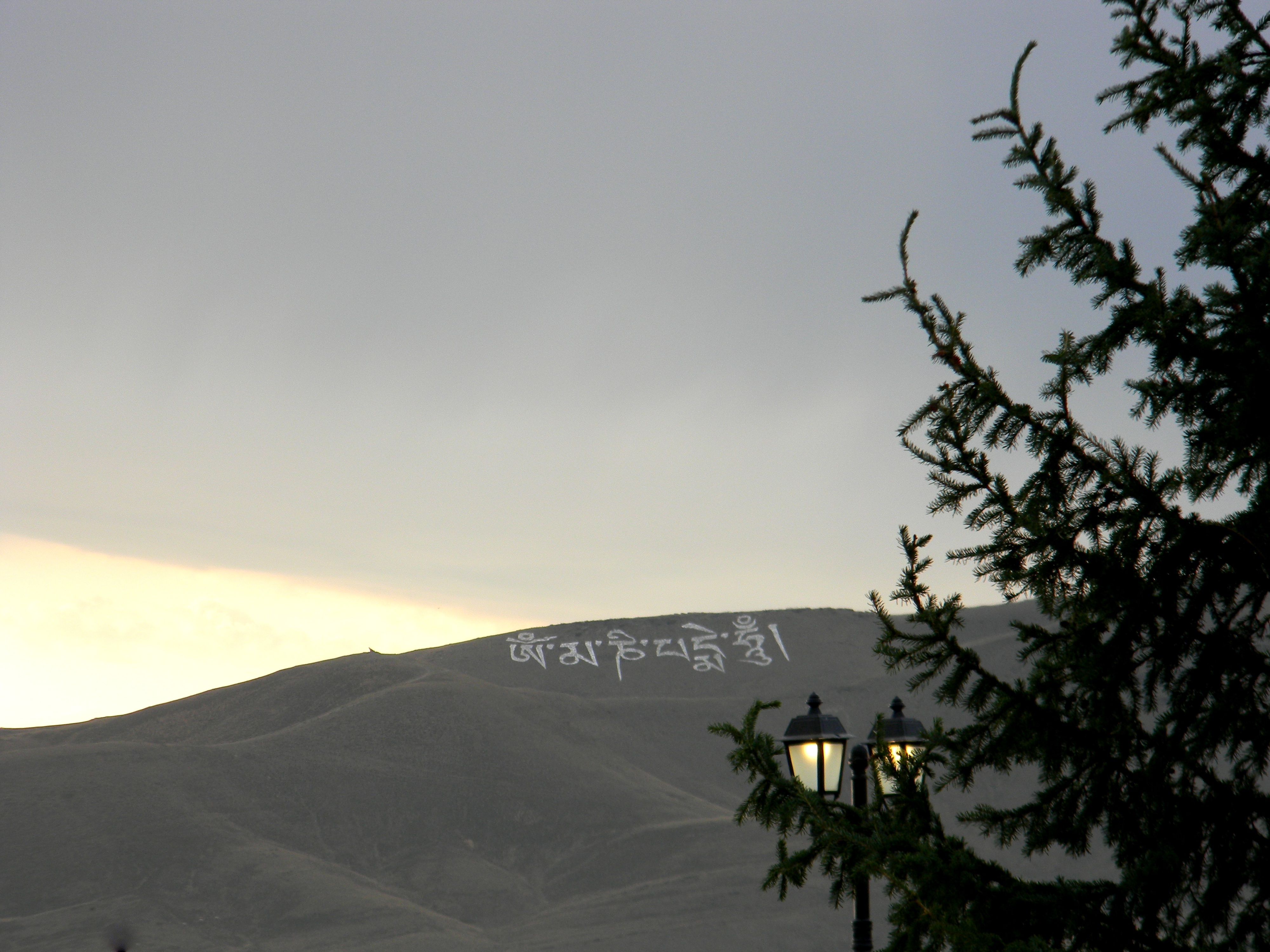
вид на мантру на одном из склонов горы Догээ

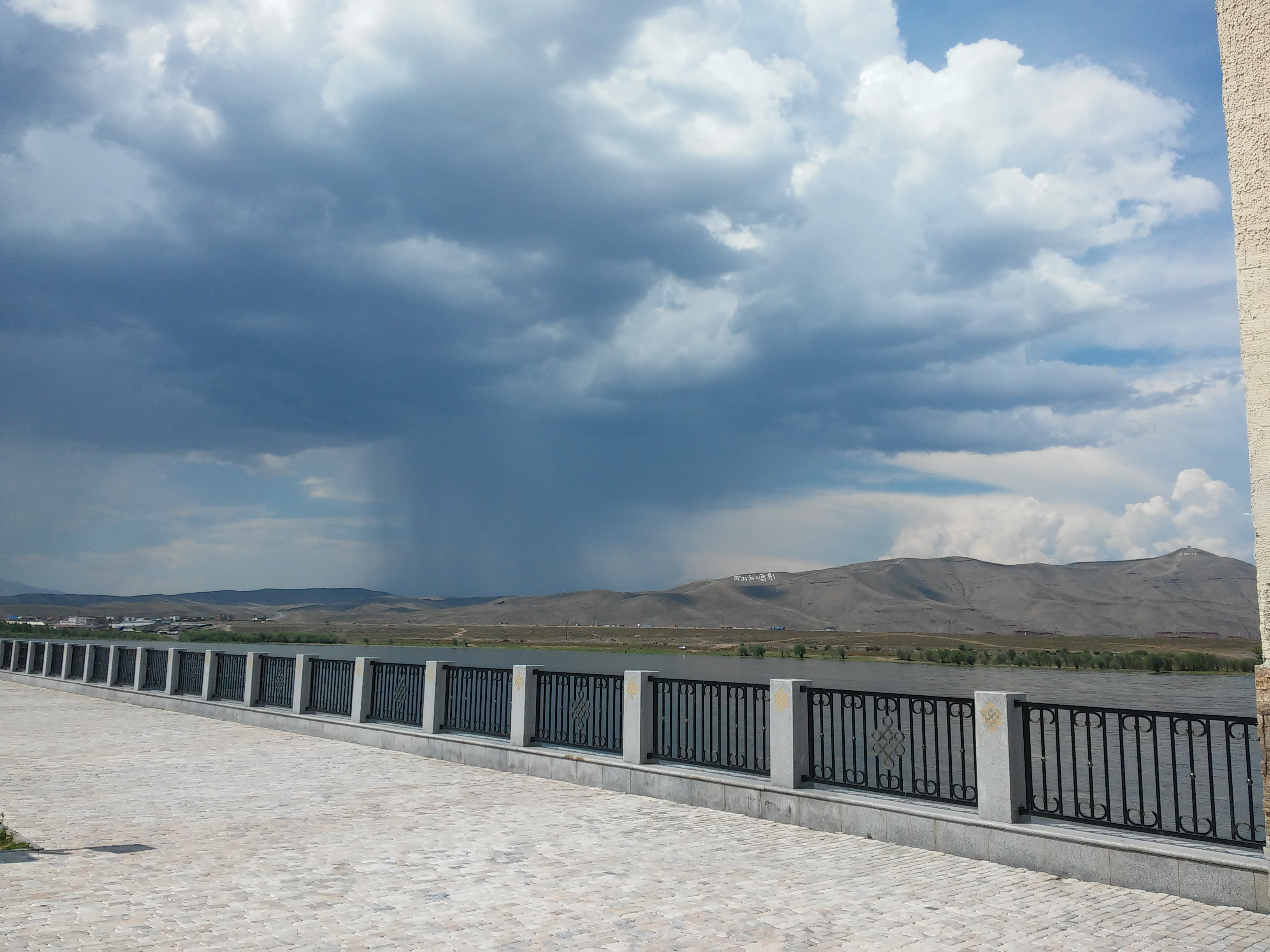
Вид с левого берега Енисея

Гора Догээ (тув. Дөгээ) находится в паре минут езды от столицы-города Кызыл, на правом берегу реки Енисей. Гора принадлежит к Уюкскому хребту Западного Саяна. Имеет малую высоту в 1002 м.

## История
Издавна гора имеет священное значение и тувинский народ поклонялся ей, проводил обряды подношений. Но в XX c приходом социализма, проведения обрядов было прекращено, и на склоне вершины горы появлялись надписи выложенные из камня — ТАР (Тувинская Аратская Республика), Ленин, Сталин. В связи с распадом СССР на склоне горы были разные надписи — Нина, Галя, ДДТ. И наконец сменили на название Догээ.

## Значение горы
Догээ известна, как туристическая достопримечательность. В течение года, особенно летом, гору часто посещают гости и жители Тувы. С вершины горы открывается живописная красота природы Тувы, вид слияния рек Бии-Хем (Большой Енисей) и Каа-Хем (Малый Енисей) в один большой Улуг-Хем (Енисей). Красуются вершины синих гор Западных Саян, острова Вавилинского затона, вершины террасы Догээ-Баары.
С распадом СССР гора снова стала местом паломничества многих верующих. Восхождение паломников почти ничем не отличается от восхождений туристов. Но всё-таки для паломников гора до сих пор имеет сакральное значение. Благодаря паломникам по тропе в вершине горы появились множественные оваа (пирамидки выложенные из множества камней, посредине которых находится железный либо деревянный жердь, увешенный кадаками, чаламой и сан (священный костер)). Каждый год на новый год по-восточному календарю (Шагаа) мужчины-тувинцы, делают восхождение на южное «седло» Догээ, организуется обряд — Сан салыры, и встречают первые лучи солнца.
В связи с возрождением национальных и духовных ценностей Тувы, Догээ стала приобретать значение одной из святынь буддизма. С помощью Камбы-Ламы Тувы, тибетского монастыря Гьюдмед, а также общественного фонда «Энерел» на одном из склонов юго-западных хребтов выложили мантру «Ом мани падме хум» длиной 120 метров и шириной 20 метров из окрашенных в белый цвет камней. Так же монахи-буддисты провели ритуал освящения данной надписи и развесили флажков с мантрами, которые дарят гармоничную жизненную энергию всем живым существам.
В 2008 году духовный лидер буддистов Тувы выдвинул идею о возведении статуи Будды на вершине горы. Строительство статуи началось в 2011 году, на деньги жителей республики Тыва. По проекту Будда будет сидеть на троне в виде цветка лотоса, который в саму очередь будет на постаменте. За три года строительства проекта, были многие изменения — изначально высота статуи было примерно 40 метров, но проектировщики остановились на высоте 21 метр. Когда появился меценат из США, то решили, что корпус Будды будут строить из металла, а не из стекловолокна, как предполагалось ранее. На данный момент строительство постамента завершено, он имеет длину 8 метров, ширину 2 метра, а высоту более 3 метров. Постамент разделен на две части. В первой части будет храм, а на другой будет уложено 100 тонн зерна. Сроки окончания возведения статуи Будды пока неизвестны.
Гора Догээ также имеет и этно-историческое значение. Со стороны реки Бии-Хема (на восточной стороне) слева от ущелья, тянется в восточную сторону цепочка средневековых курганов. 5 каменный насыпей, высотой чуть меньше 50 см. В 30-50 метрах к северу находятся схожие 4 монумента. Данные монументы находятся на двух плато на склоне горы. На северном пологом склоне расположилось каменное сооружение, высотой полметра, а диаметр два метра.

## Этимология
Догээ — от тувинского слова дөгээленир (лежать). В древности у подножья горы мелкий рогатый скот нежился и лежал на солнце после приема пищи на отаре.